# Алі Гассан Мвіньї
Алі Гассан Мвіньї (8 травня 1925 , Унгуджа, Занзібарський султанат, Британська імперія  — 29 лютого 2024 , Дар-ес-Салам ) — політичний і державний діяч Танзанії, 2-й президент Танзанії 1985—1995.

## Життєпис
Народився 8 травня 1925 р. на сході Танзанії у місті Ківуре. За етнічною приналежністю — сукума. Навчався в університеті м. Дарема (В.Британія). В 1945—1963 — вчитель початкової школи і викладач учительського коледжу на Занзібарі. В 1964—1970 рр. — керівник фінансових, культурно-просвітницьких і редакційно-видавничих установ Занзібару і Танзанії. З 1971 р. — державний міністр. З 1975 — міністр внутрішніх справ. З 1978- посол Танзанії в Єгипті, в 1982- 84 обіймав низку міністерських посад. З серпня 1984 — заступник голови Чама Ча Мапіндузі. В 1984—1985 рр. — президент Занзібару і віце-президент Танзанії. У жовтні 1985 обраний президентом Танзанії та обійняв цю посаду 5 листопада 1985 р.
На посаді президента Танзанії поступово відійшов від соціалістичної політики своїх попередників. Проводив реформи, спрямовані на лібералізацію економіки, суспільного і релігійного життя. Після 2-х термінів на посаді пішов у відставку 23 листопада 1995 р.